# Come la prima volta (film)
Come la prima volta (Hello I Must Be Going) è un film del 2012 diretto da Todd Louiso.

## Trama
Amy Minsky è una donna divorziata di 35 anni che non sta passando un buon momento della sua vita. I suoi genitori, Ruth e Stain, con cui convive dicono che sia in depressione e quindi le fanno prendere appositi medicinali.
Un giorno il figlio diciannovenne di un nuovo acquirente della famiglia le fa rivivere le emozioni che aveva da giovane, uscendo quindi dalla sua presunta depressione.